# Choice: Current Reviews for Academic Libraries
Choice: Current Reviews for Academic Libraries, или просто Choice — журнал, публикуемый Ассоциацией университетских и исследовательских библиотек. Считается основным источником рецензий на учебники и интернет-ресурсы для американских вузов. Большинство научных библиотек в США используют Choice при выборе и покупке материалов. Choice используют 22 000 библиотекарей и около 13 000 преподавателей вузов практически во всех университетских библиотеках США, а также во многих государственных и правительственных библиотеках.
Choice публикует рецензии ежемесячно, в журнале и онлайн, на ChoiceReviews.online. В среднем, Choice публикует 7000 рецензий практически по всем научным дисциплинам. Каждый год, в своём январском издании, Choice выбирает «лучшие научные издания года». В эту категорию попадает около 10 % из примерно 7000 ежегодно получающих рецензии книг.